# Booker T
Robert Booker T. Huffman Jr. (Houston, Texas; 1 de marzo de 1965), más conocido como Booker T, es un luchador profesional y comentarista estadounidense retirado que trabaja actualmente en la empresa WWE en la marca NXT como comentarista. Es el propietario de la promoción Reality of Wrestling (ROW) y es conocido por haber trabajado en la World Championship Wrestling (WCW) , la Total Nonstop Action Wrestling (TNA) y la World Wrestling Entertainment (WWE)
Huffman ha sido seis veces Campeón Mundial, al ser cinco veces Campeón Mundial Peso Pesado de la WCW y una vez Campeón Mundial Peso Pesado. Además, ganó cinco veces el Campeonato de los Estados Unidos de la WWE, el torneo Rey del Ring de 2006 y es el decimosexto Campeón de la Triple Corona, y fue dos veces inducido al WWE Hall of Fame (Clase 2013 y Clase 2019). También es conocido por ser una parte del Harlem Heat junto a su hermano Lane Huffman, ganando el Campeonato Mundial por Parejas de la WCW en 11 ocasiones. Ha encabezado múltiples eventos de pago por evento para WWE, WCW y TNA a lo largo de su carrera.

## Carrera

### Inicios
Su hermano Lane sugirió que él y Booker probaran una nueva escuela de lucha, manejada por la antigua estrella de la WWF Ivan Putski, en conjunto con su organización Western Wrestling Alliance.
Su jefe le prestó $ 3000 dólares para pagar las clases y Booker comenzó a entrenar bajo la tutela de otra antigua estrella, Scott Casey, quien le ayudó a llevar el estilo de drama y baile de Booker al entretenimiento deportivo, enseñándole la nueva psicología y generalidad del ring.
Ocho semanas después, Booker debutó como G.I. Bro en el programa Western Wrestling Alliance Live! de Putski. Su gimmick era el de un mediador entre Gulf War y el Sgt. Slaughter. Después de que la empresa cerrara, Booker peleó en los circuitos independientes de Texas, la mayoría de las veces con su hermano Stevie Ray. Ellos fueron encontrados por Skandor Akbar, quien los contrató para trabajar para la Global Wrestling Federation, donde él y Eddie Gilbert se conocieron. Gilbert, que sería despedido por la GWF, hizo una última cosa antes de irse: unió a Stevie Ray y Booker T como el Ebony Experience, derrotando a los "Goodfellows" de Skandor Akbar ("Gorgeous" Gary Young y Steve Dane) por el Campeonato por Parejas de la GWF el 31 de julio de 1992. Su primer reinado duró solo una semana antes de que fueran derrotados por The Blackbirds (”Iceman” King Parsons y Action Jackson). Booker y Stevie Ray usaron el contrato de revancha y derrotaron a los Blackbirds en septiembre.
Su segundo reinado duró poco más de una semana, cuando los Rough Riders (Black Bart y Johnny Mantell) ganaron los cinturones el 23 de octubre. La pérdida de los títulos fue forzosa debido a que Booker sufrió una lesión en las rodillas que necesitaba cirugía y tiempo fuera para recuperarse. En 1993 el Ebony Experience regresó a la acción y empezaron un feudo con Bad Breed (Axl y Ian Rotten) que ganaron los títulos mientras Booker se recuperaba. El 26 de febrero el Ebony Experience ganó su tercer Campeonato por Parejas de la GWF, convirtiéndose en los únicos campeones en ganarlo tres veces. Su tercer reinado fue el más largo, reteniéndolo hasta el 7 de mayo, donde Guido Falcone y Vito Mussolini (conocidos como the Sicilian Stallions) los derrotaron, ganando los títulos. No mucho después Booker T y Stevie Ray dejaron la GWF para trabajar con World Championship Wrestling.

### World Championship Wrestling (1993-2001)

#### 1993-1997
Booker y su hermano Lane firmaron con la World Championship Wrestling (WCW) a mediados de 1990 después de ser recomendados por Sid Vicious. En agosto de 1993, debutaron como un equipo conocido como Harlem Heat, llamándose Kole (Booker) y Kane (Lane). Al debutar eran heels y tuvieron un feudo con Harley Race y Col. Rob Parker y pelearon junto a Sid y Vader en un WarGames match en Fall Brawl contra Sting, Davey Boy Smith, Dustin Rhodes y The Shockmaster, perdiendo la actitud heel. Tras esto, en Halloween Havoc se enfrentaron a the Shockmaster, Ice Train y Charlie Norris junto a The Equalizer. En SuperBrawl IV se enfrentaron a Lightning y Thunder, ganando por primera vez en un PPV.
En 1994, pidieron a Sister Sherri que fuera su mánager y cambiaron sus nombres a Booker T y Stevie Ray. En Halloween Havoc Booker derrotó a Bill Amstrong. En un principio iba a ser Harlem Heat contra The Amstrongs, pero Brad Amstrong no apareció en la lucha. A finales de 1994, consiguieron su primer Campeonato Mundial por Parejas de la WCW tras derrotar a Stars 'n' Stripes (The Patriot y Marcus Alexander Bagwell) en diciembre. Tras perder los títulos ante The Nasty Boys, Harlem Heat los recuperó el 24 de junio de 1995.
Después tuvieron un feudo con el "Stud Stable" de Col. Parker, formado por "Dirty" Dick Slater y Bunkhouse Buck. Parker y Sherri se enamoraron y Parker dejó the Stud Stable para unirse a Heat para estar con Sherri. Harlem Heat ganó el Campeonato por Parejas en Fall Brawl 1995, derrotando a Dick Slater y Bunkhouse Buck. Su tercer reinado duró un día, pero los recuperaron nueve días después contra The American Males (Buff Bagwell y Scotty Riggs).
El 24 de junio de 1996 en "Nitro", Harlem Heat derrotaron a Lex Luger y Sting para capturar por quinta vez los títulos WCW World Tag Team. Antes de derrotar a Luger por los títulos, Booker fue sacado de una entrevista televisada, llamando a Luger como a Hulk Hogan, clamando "Hulk Hogan, vamos por ti, nigga!". Después de perder los títulos frente a los Steiner Brothers, Harlem Heat reconquistó los títulos de los Steiners tres noches después e 27 de julio de 1996. En 23 de septiembre de 1996 Booker T y Stevie Ray fueron derrotados por Public Enemy (Rocco Rock & Johnny Grunge), pero volvieron a tomar los títulos por séptima vez al 1 de octubre de 1996.
Después de perder los títulos frente a The Outsiders (Kevin Nash & Scott Hall) el 26 de octubre de 1996, despidieron a Col. Parker, le dieron una paliza y se convirtieron en faces (buenos). Ellos entonces entraron en un feudo contra el nuevo equipo de Parker The Amazing French Canadians, un feudo en el que ganaron. En 1997 tuvieron otro feudo esta vez con "Public Enemy" (Johnny Grunge & Rocco Rock), The Steiners, y la nWo. A finales de 1997, ellos despidieron a Sherri y agregaron un nuevo mánager, Jacqueline. Ellos fueron puestos fuera de acción por la nWo y regresaron con un feudo contra "Faces of Fear" (Meng & The Barbarian). Stevie entonces tomo 5 meses fuera para recuperarse de una lesión en el tobillo y Jacqueline se fue a la WWF.
Huffman cambió a acciones individuales. Huffman ganó el WCW World Television Championship seis veces (un récord en la compañía), ganando el primero de Disco Inferno en Monday Night Nitro el 29 de diciembre de 1997.

#### 1998-1999
Booker pelearía por el título con Perry Saturn y Rick Martel culminando con un gauntlet match en SuperBrawl VIII. Otro aspecto impresionante del evento fue que Martel, el hombre que se suponía debía ganar el combate, cayó debido a una lesión esa noche, significando el final y restablecimiento del combate en el ring.
En primavera de 1998, Booker cruzó caminos con Chris Benoit. Los dos comenzaron unas series uno contra otro sin respeto mutuo. De cualquier manera, como los meses pasaron y el título de TV cambio de manos, los temperamentos fueron bajando. Benoit le costó a Booker el título durante una pelea contra Fit Finlay. Cuando llegó el verano, fue decidido que Booker y Benoit combatirían en "best-of-seven series"(mejor de siete series), en Nitro, Thunder, WCW Saturday Night, y pago por visión, y el ganador se enfrentaría a Fit Finlay por el título. Después de siete grandes peleas e interferencia de Bret Hart y el regreso de Stevie Ray, Booker T ganó las series, en junio, iría a conquistar el Television Championship. Sería el primer Afroamericano en ganar el WCW World Television Championship y el único legítimamente en ganarlo. (Stevie Ray también tuvo el título y lo defendió mientras Booker estaba lesionado).
Durante una pelea con Hart, Booker se lesionó la rodilla y perdió muchos meses. Cuando regresó, rápidamente reconquistó el TV Championship de Scott Steiner quien, en revancha, derrotaría a Booker en las finales del torneo por el WCW United States Championship. Booker perdería el título de la Televisión frente a Rick Steiner un mes después en Slamboree.
A mediados de 1999, Booker convenció a su hermano, Stevie Ray de dejar la nWo y reunir Harlem Heat. Harlem Heat derrotó a Bam Bam Bigelow y Kanyon por los títulos mundiales por parejas de la WCW en el 1999 Road Wild. Perdieron los títulos frente a Barry y Kendall Windham en agosto 23, pero Harlem Heat los recuperaría cerca de un mes después en 1999 Fall Brawl.
Cuando a los Filthy Animals les quitaron los títulos mundiales por parejas de la WCW debido a una lesión sufrida por Rey Mysterio Jr., los títulos estuvieron en juego en un Three Way-Dance en 1999 Halloween Havoc. Harlem Heat obtuvo su décimo Campeonato mundial por parejas de la WCW derrotando a Hugh Morrus & Brian Knobbs y Konnan & Kidman. A finales de 1999 una chica fisicoculturista, Midnight, se unió al Harlem Heat. Stevie negó su ayuda y empezó a discutir con Booker.

#### 2000-2001
Stevie Ray eventualmente retó a Midnight en un combate que decidiría si se quedaba o no con Harlem Heat. Después de ser derrotado por una cuenta sorpresiva, Stevie Ray dejaría a Booker y Midnight, para formar Harlem Heat, junto con Big T, Kash, y J. Biggs. Stevie Ray y Big T crearían por sí mismo Harlem Heat 2000. Durante este periodo, Huffman fue conocido como Booker. Ellos ganaron los derechos del nombre Harlem Heat en un combate de Big T contra Booker en el SuperBrawl X. Kidman y Booker T derrotaron a Harlem Heat 2000 (Ray y Big T) en Uncensored 2000.
Cuando Vince Russo y Eric Bischoff formaron The New Blood (Nueva Sangre), Huffman cambiaría por completo su nombre en el ring, uniéndose a General Rection'scomo G.I. Bro representando sus días en la WWA donde derrotó a Shawn Stasiak en el Great American Bash 2000 en un Boot Camp match. Recuperó su más popular alias poco antes de su primer título mundial.
Huffman fue llevado al evento principal en el 2000; Lane Huffman había dicho que esto era una clase de racismo en parte al número de discriminación racista archivados contra la WCW. Después de WCW, Vince Russo se disgustó con la política de Hulk Hogan, despidió a Hogan durante el evento en vivo Bash at the Beach 2000 y anunció una lucha improvisada entre Jeff Jarrett y Huffman por el título mundial. Huffman ganó la lucha, y en el proceso se convirtió en el segundo afroamericano campeón de la WCW, después de Ron Simmons. Entonces fue derrotado por Kevin Nash el 28 de agosto del 2000 en Nitro en Las Cruces, Nuevo México. Reconquistó el título en unas semanas, después de una lucha steel cage con Nash en Fall Brawl 2000, pero de nuevo perdió el título, esta vez en las manos del mismo Vince Russo en una steel cage match (Russo fue lanzado fuera después de una lanza por parte de Goldberg, y ganó el título). Russo renunció al título y Booker lo ganó por tercera ocasión en un "San Francisco 49er Box Match" contra Jeff Jarrett en la edición del 2 de octubre de Nitro.
El siguiente feudo de Booker fue con Scott Steiner, perdería el título finalmente en un Straight Jacket Steel cage match. Steiner ganó por nocaut cuando puso a un inconsciente Booker en la Steiner Recliner (Camel Clutch) en Mayhem 2000. Steiner seguiría para ser el campeón con reinado más largo en la WCW en años, mientras Booker estaba fuera debido a una lesión. Booker regresó y derrotó a Rick Steiner por el Campeonato de los Estados Unidos de la WCW en Greed 2001, y en el último episodio de Monday Nitro, derrotó a Scott Steiner para ganar el título mundial por cuarta ocasión.
Huffman ganó en total 23 títulos en la WCW, haciéndolo el atleta más condecorativo en la historia de esta organización.

### World Wrestling Federation / Entertainment (2001-2007)

#### 2001

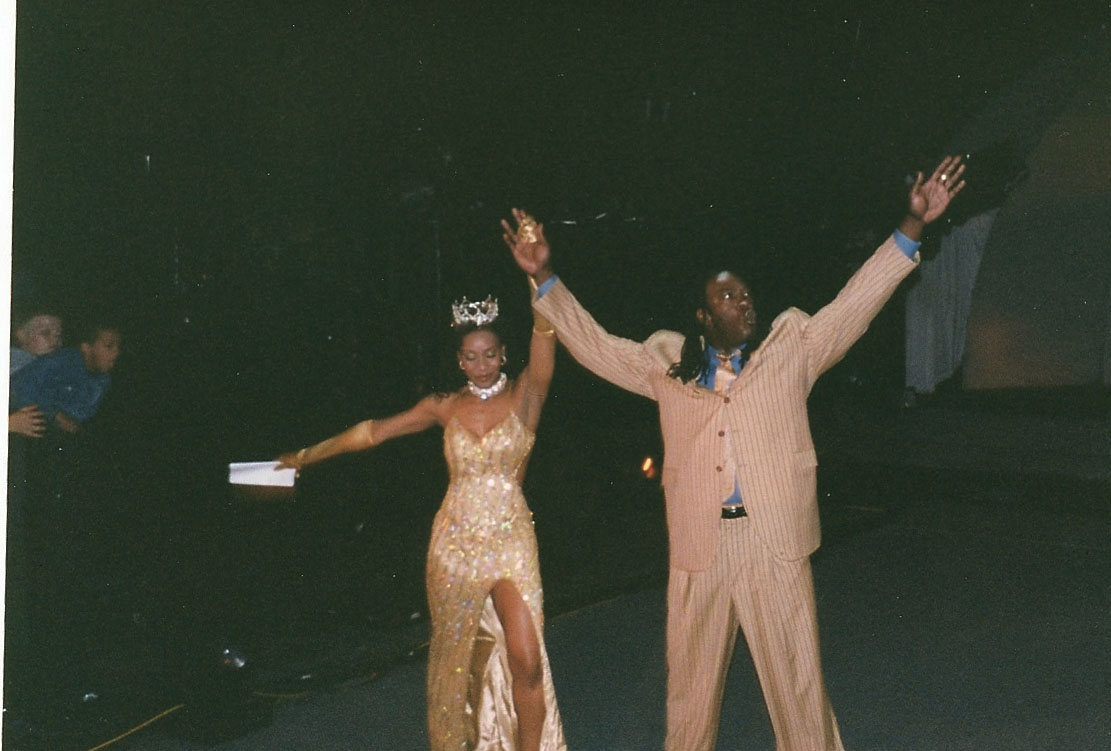
Durante gran parte de su carrera, su esposa Sharmell ha sido su valet.

Después de que WCW fuera adquirida por la World Wrestling Federation en marzo de 2001, Booker T firmó con la WWF, donde hizo su debut en WWF en el PPV King of the Ring 2001, atacando al Campeón de la WWF Stone Cold Steve Austin durante su lucha. Se convirtió en un miembro de La Alianza durante La Invasión, siendo un miembro destacado de esta, cambiando a Heel. El 2 de julio en Raw is War, Booker debutó en su primer combate defendiendo su Campeonato Mundial de Peso Pesado de la WCW contra Buff Bagwell, combate que terminó sin resultado luego de la intervención de Steve Austin y Kurt Angle. En InVasion el equipo WCW/ECW (Booker, Diamond Dallas Page, Rhyno y The Dudley Boyz (Bubba Ray & D-Von)) acompañados por Shane, Stephanie McMahon-Helmsley y Paul Heyman derrotó al equipo WWF (Steve Austin, Kurt Angle, Chris Jericho y Brothers of Destruction (The Undertaker & Kane)) con Vince McMahon en la primera pelea entre miembros de la WCW/ECW y la WWF cuando Steve Austin traicionó a la WWF y se unió a La Alianza. El 26 de julio en SmackDown!, Booker renunció a su Campeonato de los Estados Unidos de la WCW y se lo entregó a Chris Kanyon. Esa misma noche, perdió el Campeonato Mundial de la WCW frente a Kurt Angle, pero recuperó el cinturón el 30 de julio en Raw tras vencer a Angle.
Booker defendió su título frente a The Rock, con quien había empezado un feudo por tener gimmicks (personajes) muy parecidos, hasta SummerSlam, donde perdió el campeonato con The Rock. Booker obtendría su revancha al Campeonato de la WCW en Unforgiven haciendo equipo con Shane McMahon en un Handicap Match contra The Rock, pero fueron derrotados. Poco después el 27 de septiembre en SmackDown! Booker T ganó los Campeonatos Mundiales en Parejas de la WCW por undécima vez, esta vez junto a Test tras derrotar a Brothers of Destruction (Undertaker & Kane). Sin embargo, Booker & Test perdieron los Campeonatos el 8 de octubre en RAW frente a The Hardy Boyz (Jeff & Matt Hardy). Luego empezó un feudo con Undertaker, enfrentándose ambos en No Mercy, con derrota para Booker. También tuvo un reinado como Campeón Mundial en Parejas de la WWF con Test tras derrotar a The Rock y Chris Jericho el 30 de octubre (emitido el 1 de noviembre) en SmackDown!. Sin embargo, nuevamente The Hardy Boyz fueron los que les ganaron los Campeonatos Mundiales en Parejas (esta vez de la WWF) a Booker & Test el 12 de noviembre en RAW. En Survivor Series 2001, el Team Alliance (Steve Austin, Kurt Angle, Booker, Rob Van Dam & Shane McMahon) fue derrotado por el Team WWF (The Rock, Chris Jericho, The Undertaker, Kane & Big Show), siendo Booker el segundo eliminado de su equipo en 5 contra 5 por The Rock y, tras ser derrotado su equipo, la alianza, se disolvió (según el storyline, todos los integrantes de la alianza incluyéndolo a él, fueron despedidos, excepto los luchadores que poseían un campeonato). Después de esto, Booker continuó como Heel y unió fuerzas con Vince McMahon y The Boss Man en diciembre, entrando en un feudo con Stone Cold Steve Austin. Después de que Booker T le costara a Austin un combate contra Chris Jericho por el Campeonato Indiscutido de la WWF en Vengeance 2001, Austin se vengó y atacó a Booker T en un supermercado.

#### 2002
Booker participó en su primer Royal Rumble, pero solo duró 30 segundos tras ser eliminado por Steve Austin. En No Way Out, Booker volvió a formar equipo con Test para enfrentar a Tazz & Spike Dudley por los Campeonatos Mundiales en Parejas de la WWF, pero fueron derrotados. Luego, Booker comenzó un feudo con Edge, luego que ambos pelearan sobre quién debía aparecer en un comercial japonés de champú (Kayfabe). En WrestleMania X8 se enfrentó a Edge, pelea en la que Booker perdió. Cuando WWE se separó en 2 marcas en marzo como parte del Draft, Booker T fue enviado a la marca RAW el 25 de marzo. Booker T en Insurrextion obtuvo el Campeonato Hardcore de la WWF tras vencer a Steven Richards. Sin embargo por consecuencias de la regla 24/7, lo perdió después de la lucha frente a Crash Holly. Minutos más tarde Booker recuperó el Campeonato contra Holly, pero solo para perderlo contra Richards minutos después.
El 3 de junio en RAW, Booker derrotó a William Regal, clasificándose al torneo King of the Ring. Booker encontró una inusual amistad con Goldust al reunirse de nuevo la nWo, pero Booker fue expulsado al poco tiempo por Shawn Michaels y cambió a Face y junto a Goldust, a quien no dejaban entrar, pelearon contra la nWo. El 17 de junio en RAW, Booker fue eliminado del torneo King of the Ring tras ser derrotado en cuartos de final por Brock Lesnar y tras el combate, nWo le atacó y atacaron a Goldust. Booker entonces comenzó a enfrentarse con el miembro de nWo, Big Show. El 1 de julio en RAW, Booker venció a Show por conteo de ring. El 15 de julio volvió a vencer a Show, esta vez por descalificación. El feudo terminó en Vengeance, con la victoria de Booker sobre Show en un No DQ Match. El del 12 de agosto en RAW, Booker derrotó al miembro de The Un-Americans Lance Storm, ganando una oportunidad a los Campeonatos Mundiales en Parejas contra The Un-Americans. En SummerSlam, Booker & Goldust enfrentaron a The Un-Americans (Storm & Christian) por los Campeonatos, ganando The Un-Americans tras una interferencia de Test. El feudo con The Un-Americans continuó por varias semanas, por lo que en Unforgiven, Booker & Goldust hicieron equipo con Bubba Ray Dudley & Kane derrotando a The Un-Americans (Christian, Lance Storm, Test & William Regal). Luego junto a Goldust comenzaron un feudo con Chris Jericho & Christian en torno a los Campeonatos Mundiales en Parejas. En No Mercy, Booker y Goldust enfrentaron a Jericho y Christian por los títulos, perdiendo la lucha después de que Jericho usara el cinturón contra Goldust. En Rebellion, Booker derrotó a Matt Hardy.
Booker también estuvo en la primera cámara de la eliminación en Survivor Series enfrentando a Jericho, Kane, Shawn Michaels, Rob Van Dam y Triple H en un combate donde el Campeonato Mundial Peso Pesado estaba en juego, pero fue eliminado por Chris Jericho.
Pasaría el resto del 2002 junto con Goldust como equipo tratando de capturar los Campeonatos Mundiales en Parejas. Finalmente ganaron los Campeonatos Mundiales en Parejas de la WWE en Armageddon 2002 en un Tag Team Elimination Match derrotando a los equipos de Christian & Chris Jericho, Lance Storm & William Regal, y los Dudley Boyz. El 23 de diciembre en RAW, Booker & Goldust lograron derrotar a Chris Jericho & Christian en la revancha por los Títulos.

#### 2003

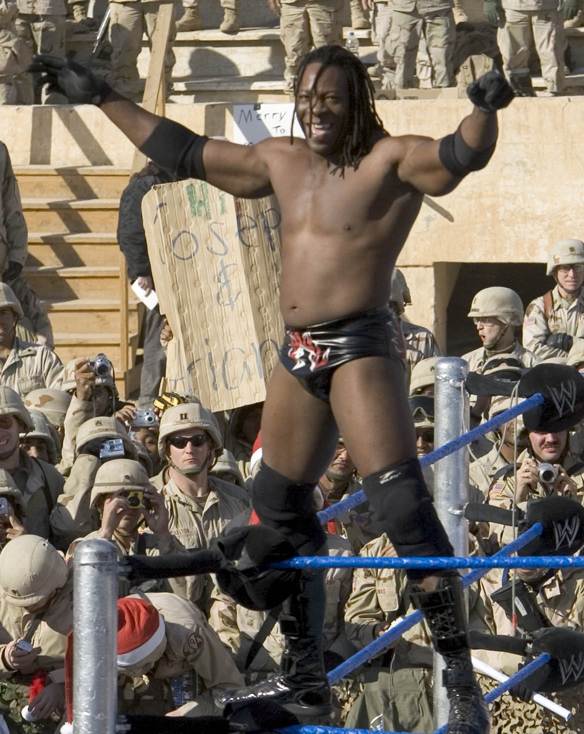
Booker T en el Tribute to the Troops.

Booker & Goldust retuvieron los Campeonatos Mundiales en Parejas de la WWE tan solo 3 semanas, cuando los perdieron contra William Regal & Lance Storm el 6 de enero en RAW. Booker también participó del Royal Rumble entrando como el número 24, pero fue eliminado por Shelton Benjamin & Charlie Haas. Booker y Goldust perdieron la revancha por los Campeonatos frente a Regal & Storm el 3 de febrero en RAWy decidieron separar sus caminos.
Durante esos meses la popularidad de Booker T se elevó y se separó de Goldust (a petición de Goldust) para poder perseguir el Campeonato Mundial de Peso Pesado. El 24 de febrero en RAW, eliminó a The Rock para ganar una Battle Royal para ser el contendiente número 1, dándole la oportunidad de luchar en el evento estelar de WrestleMania XIX.
Booker T se enfrentó a Evolution después de que Batista y Randy Orton atacaran al excompañero de Booker, Goldust. Booker también tomaría revancha contra el líder de Evolution, Triple H. Semanas antes de WrestleMania, el entonces campeón, Triple H, hizo un promo de Booker T para ganar apoyo de la gente. Triple H despreciaba el éxito de Booker T en la WCW, excusando que el Campeonato Mundial de la WCW había sido ostentado por no-luchadores como Vince Russo y el actor David Arquette. El implicó que Booker T, como un luchador negro, jamás ganaría el Campeonato Mundial en la WWE. Una semana después Booker tomaría revancha de HHH en el baño atacándolo y dejándolo tirado. Así mismo, en el RAW previo a WrestleMania, Booker & Goldust derrotaron a Triple H & Ric Flair. Booker T terminó perdiendo contra Triple H en WrestleMania XIX, por lo que no logró ganar el título.
Por muchas semanas, hizo equipo con Shawn Michaels y Kevin Nash en un feudo contra Triple H, Ric Flair y Chris Jericho. En Backlash, Booker, Nash & Michaels fueron derrotados por Triple H, Flair & Jericho luego que Triple H cubriera a Nash después de un golpe con el mazo. Luego, Booker decidió comenzar a luchar por el Intercontinental Championship luego de que este fuera reactivado. Después de perder una Battle Royal por el título en Judgment Day en donde perdió de forma polémica (Booker había eliminado a Christian, pero los árbitros no lo vieron y Christian terminó ganando), Booker tendría un feudo con el campeón Christian y después de varias luchas (derrotado con trampas en varias ocasiones como en algunos RAW, en Insurrextion y en Bad Blood ganando por descalificación lo que no le permitió ganar el título), pudo derrotarlo el 7 de julio en RAW para convertirse en el nuevo campeón. Cerca de un mes después el 10 de agosto, a Booker se le diagnosticó un disco dañado en su espalda y perdió el título frente a Christian en un House Show. Booker, después, estuvo fuera hasta septiembre recuperándose de su lesión.
Cuando regresó el 20 de octubre, anunció que formaría parte del Team Austin en Survivor Series que determinaría si Steve Austin podría actuar violentamente aunque no fuera agredido físicamente o tendría que dejar de ser el co-General Manager de RAW. En Survivor Series, el Team Austin (Shawn Michaels, Rob Van Dam, Booker & The Dudley Boyz) fue derrotado por el Team Bischoff (Randy Orton, Chris Jericho, Christian, Mark Henry & Scott Steiner) así que Austin perdió su posición como co-General Manager de RAW. Booker entraría en un feudo con Mark Henry, el hombre que lo eliminó en Survivor Series. Booker derrotaría a Mark Henry en Armageddon. El 29 de diciembre en RAW, Booker enfrentó a Randy Orton por el Campeonato Intercontinental, pero fue derrotado tras la interferencia de Kane.

#### 2004
Debido a lo sucedido el último RAW del 2003, Booker empezó un corto feudo con Kane. El 5 de enero, Booker confrontó a Kane en torno al Royal Rumble y luego lo atacó sacándolo del ring a Kane. El 12 de enero en RAW, Booker enfrentó a Kane ganando por descalificación, pero después del combate fue atacado con una "Tombstone Piledriver". Booker participó del Royal Rumble entrando como el número 11 eliminando al mismo Kane, pero fue eliminado por Randy Orton. El 9 de febrero en RAW enfrentó a Rob Van Dam y Randy Orton por el Campeonato Intercontinental, pero fue derrotado por Orton. El 16 de febrero en RAW, Booker T & Rob Van Dam derrotaron a Evolution (Ric Flair & Batista) por los Campeonatos Mundiales en Parejas. Booker y RVD retuvieron los títulos por un mes, derrotando el 23 de febrero a La Résistance (Rob Conway & René Duprée) y el 1 de marzo a Matt Hardy & Test en defensas de los Títulos, incluso defendiéndolos en WrestleMania XX en un 8-Man Tag Team Match frente a La Résistance, Garrison Cade & Mark Jindrak y The Dudley Boyz. Al día siguiente retuvieron los Títulos frente a The Dudley Boyz, pero los perdieron el 22 de marzo en RAW frente a Ric Flair & Batista.
El 22 de marzo de 2004 fue transferido a SmackDown! junto con los Dudley Boyz en cambio por Triple H. En SmackDown!, Booker T rápidamente se estableció como Heel refiriéndose a SmackDown! como "las ligas menores". El 8 de abril, Booker dejó a RVD durante una lucha de parejas contra Big Show & Charlie Haas. Esto dio comienzo a un pequeño feudo con su excompañero Van Dam, enfrentándolo el 15 de abril, perdiendo por descalificación. El 22 de abril Booker T derrotó a Rob Van Dam cuando este estaba distraído por los fuegos pirotécnicos que estaban saliendo de la entrada. Después, Booker dijo él era la mejor superestrella de SmackDown!, cuando empezó un feudo con The Undertaker.
Booker intentaría utilizar magia voodoo para poder superar a su oponente "sobrenatural".
De cualquier forma, perdió contra el Undertaker en Judgment Day.
En la mitad del 2004, Booker T comenzó a luchar por el Campeonato de los Estados Unidos contra el campeón, John Cena. El feudo comenzó luego que el 27 de mayo le atacara durante su Lumberjack Match contra René Duprée. Después de que John Cena comenzara una rivalidad con el SmackDown! General Manager Kurt Angle, él hizo lo posible para quitarle el título a Cena. Booker enfrentó a Cena, Rob Van Dam y René Duprée en The Great American Bash en un Fatal Four-Way match por el Campeonato, pero fue derrotado. Después que el SmackDown! General Manager Kurt Angle le arrebató el título a Cena, Booker tomó ventaja de esto y ganó un combate de eliminación de 8 hombres para convertirse en el campeón de los Estados Unidos el 29 de julio en SmackDown!. Debido a su polémica victoria, Booker y Cena participaron en una Best of 5 Series por el Campeonato de los Estados Unidos de Booker, ordenado por el nuevo General Manager de SmackDown! Theodore Long. En el primer enfrentamiento fue derrotado por John Cena en SummerSlam. Después de una ventaja de 2-1 contra Cena, Booker T perdería la siguiente lucha contra Cena y fue derrotado en el último enfrentamiento en No Mercy 2004, perdiendo el Campeonato de los Estados Unidos.
El 21 de octubre en SmackDown!, el SmackDown! General Manager Theodore Long puso a Booker T en un 6-man Tag Team Match con Rob Van Dam & Rey Mysterio contra John "Bradshaw" Layfield, René Duprée & Kenzo Suzuki. JBL esperaba que Booker T traicionara a sus compañeros, pero en su lugar Booker T cubrió a JBL ganando el combate, cambiando a Face otra vez y comenzando un feudo con JBL. Booker T enfrentó a JBL por el Campeonato de la WWE en el Survivor Series el 14 de noviembre, pero perdió después de ser golpeado en la cabeza con el cinturón. La noche siguiente Booker T demandó una revancha, asumiendo la interferencia de Orlando Jordan. Entonces él se unió a Eddie Guerrero y The Undertaker quienes igualmente querían una oportunidad por el título, provocando Theodore Long hiciera una Fatal Four Way Match por el Campeonato de la WWE en Armageddon. De nuevo, Booker fallaría en su intento de ganar el Campeonato, retuvieron JBL su Título. A fines de 2004, Booker comenzó a hacer equipo con Eddie Guerrero. El 16 de diciembre, Booker & Eddie derrotaron a René Duprée & Kenzo Suzuki. Entonces, Booker entró en un corto feudo con Duprée, a quien derrotó el 23 de diciembre en SmackDown y el 25 de diciembre en el Tribute to the Troops. El 30 de diciembre, Booker & Eddie Guerrero enfrentaron a Rey Mysterio & Rob Van Dam por los Campeonatos en Parejas, pero fueron derrotados.

#### 2005

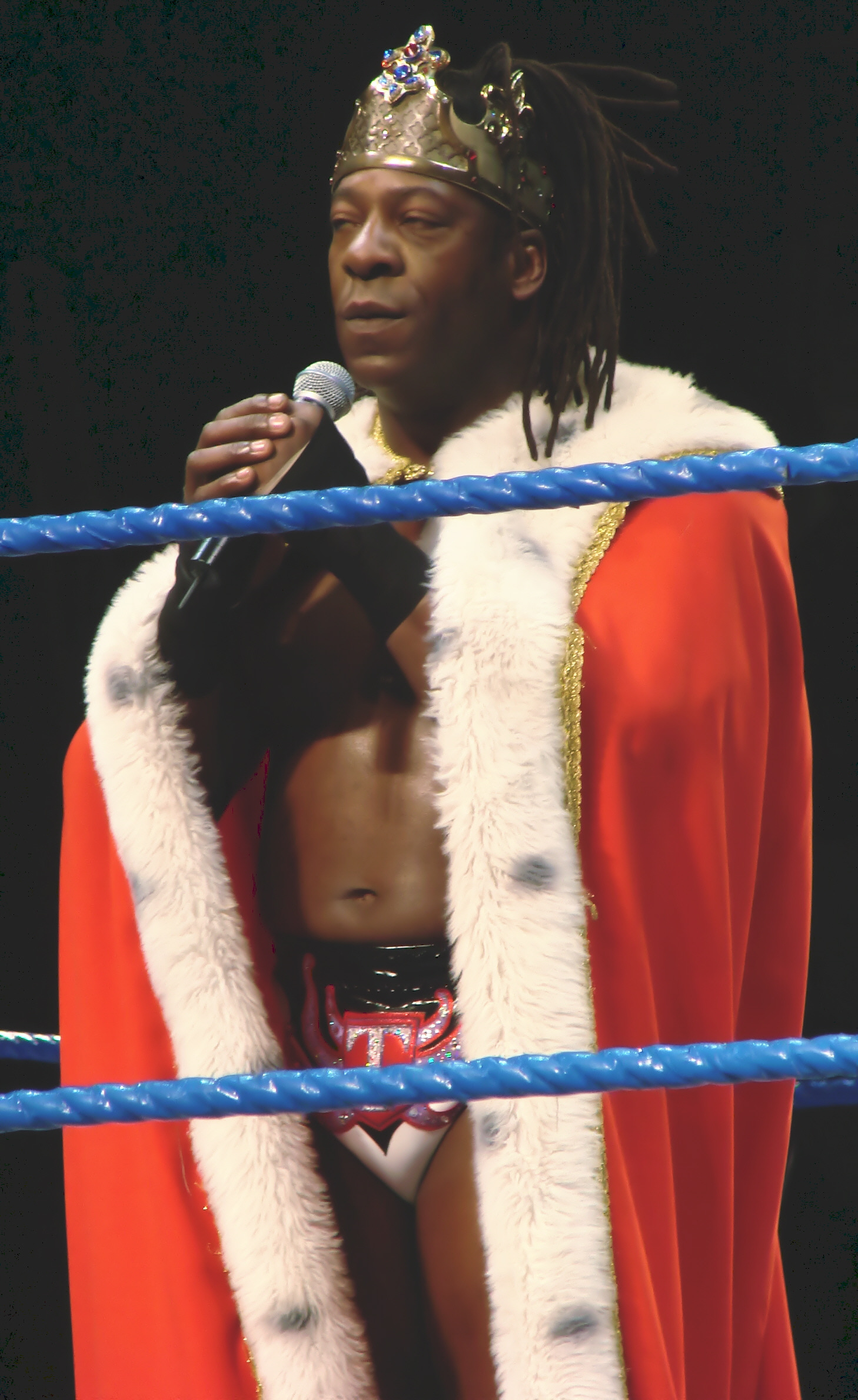
Huffman, al ganar en 2006 el torneo King of the Ring, cambió su gimmick al King Booker.

Iniciado el año 2005, Booker T & Eddie Guerrero lucharon por los Campeonatos en Parejas de la WWE frente a Rob Van Dam & Rey Mysterio, The Basham Brothers y Mark Jindrak & Luther Reigns el 13 de enero, pero fueron derrotados por The Basham Brothers. Booker participó en la Royal Rumble pero fue eliminado por Eddie Guerrero y Rey Mysterio. Su equipo con Guerrero al poco tiempo se disolvió tras derrotarlo la primera ronda del #1 Contenders Tournament, pero perdió la siguiente ronda contra John Cena. La frustración de Booker le hizo empezar un feudo con Heidenreich, venciéndole en No Way Out y en varias luchas que terminaban en descalificación. El 10 de marzo en SmackDown!, Booker derrotó a Heidenreich en un No Disqualification Match. En WrestleMania 21 peleó en el Dark Match, donde ganó una Battle Royal de 30 hombres.
Booker era parte de un torneo para determinar al contendiente número 1 y llegó a la semifinal. Después de que Kurt Angle eliminara a Booker, le regresó el favor costándole a Angle la lucha contra JBL. Angle lo hizo personal, yendo contra la esposa de Booker, Sharmell. Angle empezó a acosar a Sharmell, refiriéndose a ella como un objeto, aclamando que a él le gustaba "eso". Incluso remarcaba que él deseaba tener "sexo bestial" con ella. Booker y Angle empezaron un feudo, derrotando Booker a Angle en Judgment Day 2005. El 26 de mayo en SmackDown!, Booker participó en una Battle Royal donde el ganador elegía a su oponente para la próxima semana. Kurt Angle ganó y eligió pelear con Sharmell. Booker protestó y el combate se convirtió en un Handicap Match, donde Angle les ganó poniendo a Sharmel en una posición sexual. El 9 de junio en SmackDown!, Booker derrotaría a Angle para acabar el feudo.
El 30 de junio, JBL derrotó a Christian, The Undertaker, Chris Benoit, y Booker T en un combate por el SmackDown! Championship. Durante la pelea, Booker T se enfrentó especialmente a Christian, con quien comenzó un feudo. Booker derrotaría a Christian en The Great American Bash. Booker T empezó a hacer equipo con Chris Benoit, quien portaba el Campeonato de los Estados Unidos. Mientras, después de una serie de combates contra MNM, las cosas no fueron muy bien entre Sharmell y Booker. El campeón de los Estados Unidos Chris Benoit tuvo la opción de elegir a su retador para No Mercy. Así que Booker, Christian, y Jordan intentarían impresionar a Benoit ganando luchas. Como no se pudo decidir, se hizo una Fatal Four Way para No Mercy, en la cual Booker fue derrotado por Benoit. El 21 de octubre, Booker T derrotó a Chris Benoit por el Campeonato de los Estados Unidos, debido a una intervención de Sharmell. Theodore Long demostró que Sharmell interfería en las luchas de Booker T, por lo que después Booker T y Sharmell fueron a disculparse con Benoit, pero en su lugar lo atacó mientras Sharmell se reía, oficialmente convirtiéndolo en Heel de nuevo. Booker aclaró que él estaba al corriente de lo que hacia Sharmell, y se hacía el tonto para engañar a todos y conseguir el título.
El 25 de noviembre en SmackDown!, Booker T tuvo que defender el Campeonato de los Estados Unidos contra Benoit. El combate terminó con un "Superplex" de Benoit sobre Booker T y dos árbitros hicieron la cuenta de tres para cada competidor, aclamando que su luchador había ganado. Theodore Long le quitó el título a Booker T debido a la confusión de quien había ganado de los dos al haber hecho la cuenta al mismo tiempo. Long decidió poner a Benoit y Booker en una Best of 7 Series.

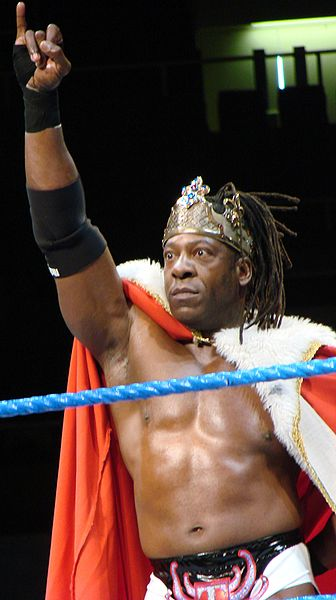
Pose característica de Booker, indicando su reinado como Campeón Mundial Peso Pesado de la WWE.

Booker T derrotó a Benoit para tomar una ventaja de un 1-0 en Survivor Series y posteriormente tras derrotar a Benoit 2 veces en SmackDown! su ventaja llegó a 3-0. En Armageddon, Benoit fue capaz de derrotar a Booker T para dejar la serie en 3-1. En un House Show en White Plains, Nueva York el 26 de diciembre, Booker T se desgarró un músculo.

#### 2006
Iniciando el 2006 debido a la lesión que tenía Booker, no pudo volver a la acción hasta que la Best of 7 Series con Benoit fueron completadas. En el principio, el SmackDown! General Manager Theodore Long dijo que Booker tendría que abandonar la Best of 7 Series. Sin embargo, Booker y Benoit se negaron, ya que Benoit no deseaba una victoria fácil. Booker entonces logró convencer a Long para permitirle elegir un sustituto en las peleas. Booker escogió a Randy Orton por sobre un molesto Orlando Jordan. Benoit fue capaz de derrotar a Orton en dos combates en SmackDown!, debido a la interferencia de Sharmell y Jordan, empatando la serie 3-3. Pero Randy Orton fue capaz de derrotar a Benoit en la batalla final de las series, con lo que Booker recuperó el título. Superada ya la lesión, Booker participó del Royal Rumble entrando como el número 13, siendo inmediatamente eliminado por Chris Benoit.. Booker retuvo el título hasta No Way Out, donde Benoit lo recuperaría tras derrotarlo. Después de perder el título, Booker estaría envuelto en un feudo con The Boogeyman, quien perseguiría y aterrorizaría a Booker y su esposa Sharmell por varias semanas. El feudo culminó en WrestleMania 22, donde Booker & Sharmell se enfrentaron a Boogeyman en un Handicap Match, siendo derrotados. El feudo terminó el 7 de abril, cuando en SmackDown! Booker y su esposa anunciaron que habían tomado una orden de restricción contra Boogeyman (Kayfabe). Booker T entraría al torneo King of the Ring en SmackDown! el 21 de abril Booker derrotaría a su primer oponente Matt Hardy, antes de avanzar a las finales debido a una lesión de Kurt Angle provocada por Mark Henry. La final tomó lugar en Judgment Day donde Booker T derrotó a Bobby Lashley con ayuda de Finlay, ganando el torneo. Luego de ganar el King of the Ring, Booker T cambió su nombre a King Booker, formando la King Booker's Court, que incluía a Queen Sharmell, William Regal y Finlay. Además, empezó a actuar como el típico de rey inglés. Esto fue el inicio de un feudo con Bobby Lashley tras ordenarle que besara su pie real, enfrentándose el 2 de junio en SmackDown! a Lashley por el Campeonato de los Estados Unidos, siendo derrotado. A pesar de su derrota, después del combate Finlay & Regal lo atacaron y forzaron a Lashley a besar "el pie real" de Booker. Booker siguió su feudo con Lashley teniendo oportunidades al Campeonato de los Estados Unidos el 16 y el 30 de junio, esta última en un Steel Cage Match, siendo en ambas derrotado. El 7 de julio, en SmackDown!, King Booker ganó una Battle Royal tras eliminar a William Regal, ganando el derecho a ser el contendiente número 1 al Campeonato Mundial Peso Pesado en The Great American Bash, evento donde le ganó el título a Rey Mysterio después de que Chavo Guerrero golpeara a Mysterio con una silla de metal. El feudo con Mysterio culminó el 28 de julio en SmackDown!, derrotándole Booker en la revancha por el título.
Booker tuvo una rivalidad con Batista y perdió por descalificación contra él en SummerSlam, lo que le permitió a Booker retener el título. Sin embargo, el 8 de septiembre Booker derrotó a Batista tras una interferencia externa de Finlay y William Regal, reteniendo el Campeonato. Booker volvió a derrotar a Batista en No Mercy, combate que también incluía a Finlay y Bobby Lashley, reteniendo el Campeonato. Paralelamente, mantuvo un feudo con el campeón de la WWE John Cena junto al Campeón de la ECW Big Show, siendo introducido en un ángulo entre las tres marcas de la WWE (RAW, SmackDown y ECW) para determinar al Campeón de Campeones, es decir, el campeón más fuerte de las tres marcas. Su feudo con Cena se hizo presente luego que junto a Regal & Finlay invadieran RAW el 25 de septiembre y forzaran a Cena a besar el pie real de Booker. El 20 de octubre, Booker fue derrotado por Batista por descalificación debido a la interferencia de Finlay, del Campeón de la WWE John Cena y el Campeón Mundial de la ECW The Big Show. En Cyber Sunday, King Booker tuvo que defender su Campeonato Mundial Peso Pesado debido a la elección del público frente al Campeón de la WWE John Cena y el campeón de la ECW The Big Show, logrando retenerlor después de una interferencia de Kevin Federline, que golpeó a John Cena con el cinturón. King Booker se convirtió en "Campeón de Campeones" en la primera pelea en la que se enfrentaban los campeones mundiales de RAW, SmackDown! y ECW. Booker defendió con éxito su Campeonato Mundial Peso Pesado nuevamente el 10 de noviembre en SmackDown!, esta vez frente a Bobby Lashley. Posteriormente continuó su feudo con Batista, perdiendo el Campeonato Mundial de Peso Pesado frente al mismo Batista el 26 de noviembre en Survivor Series. poniendo fin al reinado de 126 días de Booker. La semana siguiente en SmackDown! recibió una revancha en un Triple Threat Match en la que también participó Finlay pero no logró la victoria, reteniendo Batista el título. Después de perder el título, Booker junto con Finlay se enfrentó al Campeón Mundial Peso Pesado Batista y al Campeón de la WWE John Cena, lo que acabó en Armageddon donde perdieron frente a ellos.

#### 2007
King Booker compitió en un Beat the Clock Challenge para ver quien se enfrentaría a Batista por el Campeonato Mundial de Peso Pesado en el Royal Rumble. Booker derrotó a Gregory Helms en muy poco tiempo, pero fue superado por Mr. Kennedy, quien ganó finalmente el derecho de enfrentarse a Batista en el Royal Rumble. En el evento, Booker participó en la Royal Rumble Match, siendo eliminado por Kane, pero entró de nuevo al ring y le eliminó. Esto causó un feudo entre ellos dos, peleando en No Way Out donde Kane ganó. Booker entonces entró en la ronda de clasificación para la lucha Money in the Bank, derrotando a Kane. En WrestleMania 23 participó en el Money in the Bank Ladder Match, pero perdió siendo ganado el combate por Mr. Kennedy. Durante el combate, Matt Hardy usó a Sharmell para que Booker no ganara el maletín, teniendo que bajar para ayudar a su esposa, por lo que ambos tuvieron un corto feudo. Booker se enfrentó a Matt Hardy el 6 de abril en SmackDown!, pero al ser derrotado, Sharmell le abofeteó decepcionada. En un intentó por impresionarla el mismo día, King Booker atacó a The Undertaker pero recibió una "Tombstone Piledriver" en la mesa de los comentaristas. En WWE.com se anunció que King Booker estaría fuera de acción debido a una contusión en el cuello, además de ser tratado de otras lesiones anteriores.
El 11 de julio, en el WWE Draft, Booker y Sharmell fueron enviados de SmackDown! a RAW. Ya en RAW empezó una rivalidad por el Campeonato de la WWE por lo que se enfrentó en Vengeance: Night of Champions al Campeón John Cena, Bobby Lashley, Randy Orton y Mick Foley en un combate por el Campeonato de la WWE, pero fue derrotado reteniendo Cena el título. El 30 de julio en RAW, Booker llegó al ring usando el tema musical de Triple H y su vídeo, y declaró que ni él ni Jerry Lawler podían ser llamados reyes, empezando por esto un feudo con Jerry "The King" Lawler. El 6 de agosto, Booker derrotó a Lawler y por lo estipulado antes del combate, Lawler debía coronar a Booker. Lawler se negó a coronar a Booker, por lo que Booker tendría que enfrentar al reemplazante de Lawler, Triple H. Booker y Triple se enfrentaron en SummerSlam, donde Triple H ganó a Huffman.
Su última lucha y derrota en la WWE fue el 27 de agosto en RAW contra el campeón de la WWE de ese entonces: John Cena por descalificación tras la interferencia de Randy Orton. Luego fue suspendido por 60 días debido a la violación de la política de bienestar de WWE, por lo que al enterarse de la suspensión, inmediatamente pidió su despido. Su salida definitiva fue el 29 de octubre de 2007, donde junto a Sharmell fueron despedidos de WWE, tal como se había anunciado unas semanas antes en WWE.com.

### Total Nonstop Action Wrestling (2007-2009)

#### 2007

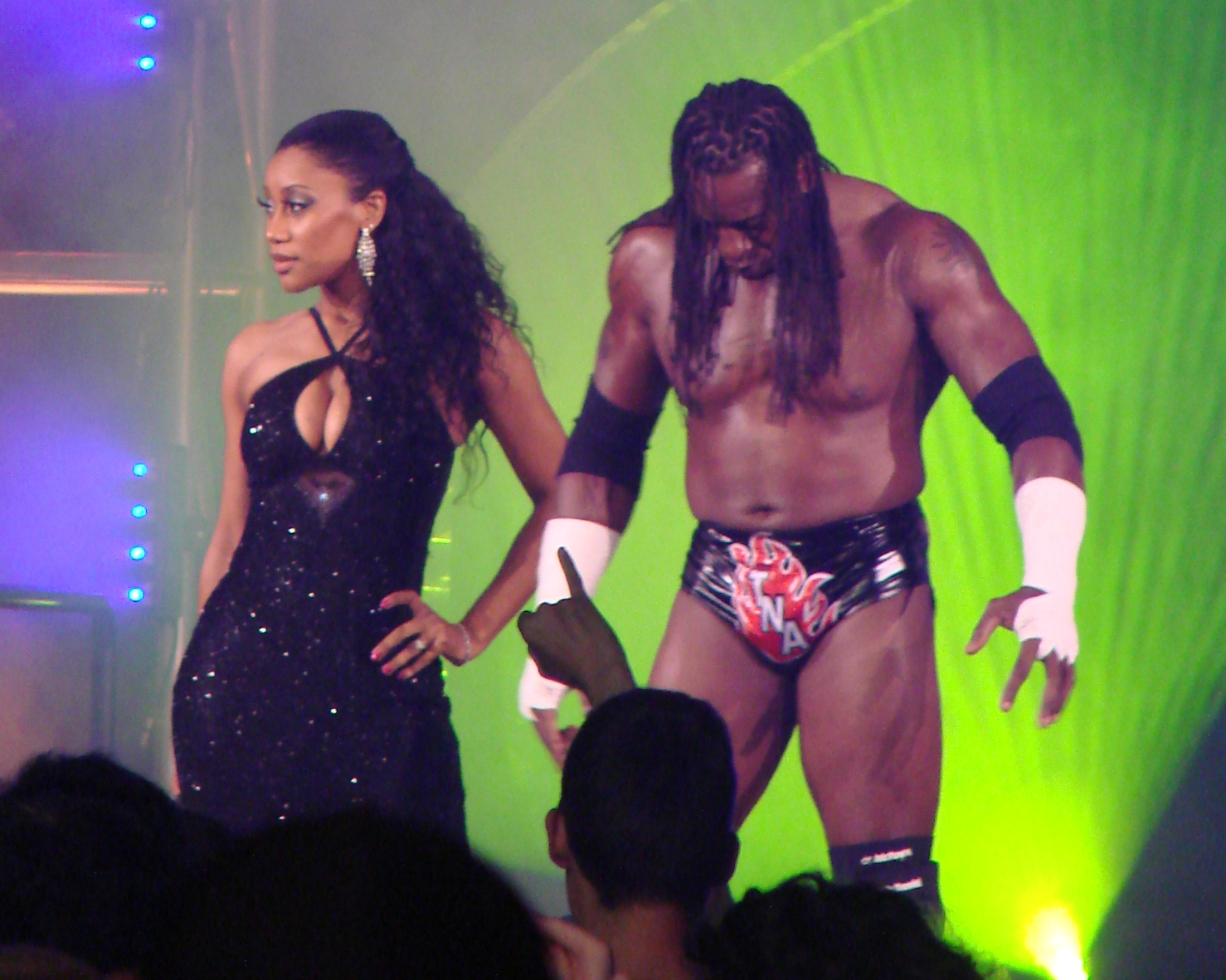
Tras irse de la WWE, Booker y Sharmell firmaron con TNA. En la foto, ambos haciendo su entrada en Bound for Glory IV.

En el 2007, debutó en la TNA como Booker T, siendo el compañero secreto de Sting en un combate por parejas en Genesis, ganando contra ellos. Su mujer, Sharmell, también debutó, ayudando a Sting y Booker cuando Kurt Angle interfirió a favor de Angle y Nash.
El 29 de noviembre Booker empezó un feudo con Christhian Cage y a la semana siguiente, Robert Roode retó a Booker a un combate, en el cual ganó Booker, pero Cage y Robert Roode atacaron a Booker hasta que Kaz le salvó. En Turning Point Booker y Kaz derrotaron Roode y Cage cuando Booker cubrió a Cage.

#### 2008-2009
Booker continuó con su rivalidad con Roode. Posteriormente Booker y Sharmell ganaron un mixed tag team match contra Robert Roode y Ms. Brooks en Final Resolution. Después del coombate, Roode golpeó a Sharmell en la cara, rompiéndole la mandíbula. En All Odds, Booker y Roode lucharon en una pelea en un aparcamiento, que terminó en doble nocaut Roode derrotó Booker en un strap match en Destination X después de golpear a Booker con un puño americano.
En Lockdown 2008, Booker T y Sharmell ganaron contra Robert Roode y Payton Banks después de que Sharmell cubriera a Banks con un Roll-up. En el PPV Sacriface hizo pareja con Robert Rode para luchar contra Rhino & Christian Cage, pero fueron derrotados. Después del combate Booker atacó a Cage y Rhino con una silla, volviéndose heel. En la edición de iMPACT! del 22 de mayo derrotó a Christian Cage clasificándose para el King of the Mountain de Slammiversary.
En Slammiversary, Booker participó en la pelea de King of the Mountain frente a Robert Roode, Kurt Angle, Samoa Joe y Christian Cage, reteniendo Joe. Posteriormente tuvo un feudo con Samoa Joe, peleando por el Camepeonato Mundial Peso Pesado de la TNA en Victory Road donde Booker logró una victoria polémica frente a Joe después de que Sharmell hiciera la cuenta de tres por lo que al final la lucha terminó sin resultado. En Hard Justice recibió otra oportunidad, siendo derrotado.
Más tarde se clasificó para pelear por el Campeonato Mundial Peso Pesado de la TNA en No Surrender, pero no pudo asistir al evento por estar el Houston cuando pasó el Huracán Ike, causando que su avión no pudiera despegar para Canadá. Luego en Bound for Glory IV derrotó a Christian Cage y A.J. Styles.

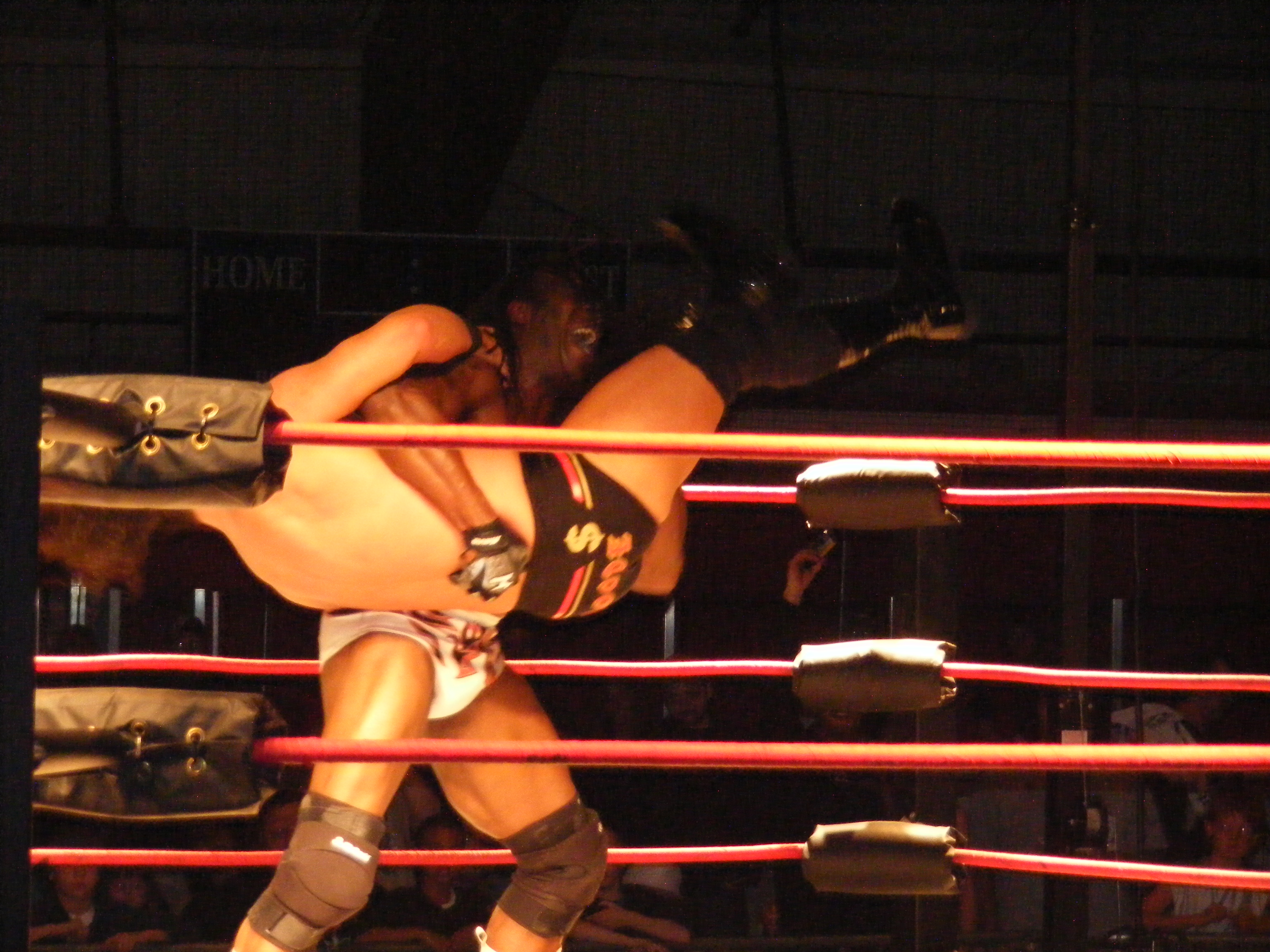
Uno de sus primeros feudos en TNA fue con Robert Roode, a quien ayudó poniendo over.

En la edición del 23 de octubre de iMPACT! formó junto a Sting Kevin Nash y Kurt Angle el grupo The Main Event Mafia esa misma noche se introdujo a la empresa un nuevo campeonato, el Campeonato de Leyendas de la TNA, el cual fue dado a conocer el 23 de octubre en iMPACT! y Booker se autoproclamó el primer campeón. Posteriormente en su primera defensa de dicho campeonato en Turning Point 2008 derrotó a Christian Cage reteniendo el título y obligándole a ingresar al The Main Event Mafia.
En Final Resolution luchó junto a Scott Steiner, Sting y Kevin Nash y derrotaron a Samoa Joe, A.J. Styles y Team 3D, ayudando a Sting a retener su Campeonato Mundial Peso Pesado de la TNA. Luego, en Genesis perdió junto a Nash y Kip James ante Styles, Brother Devon y Mick Foley. Tras esto empezó un feudo con Shane Sewell, derrotándole Against All Odds, reteniendo el Campeonato de Leyendas de la TNA. Pero tras el evento, AJ Styles le atacó, robándole su título, el cual intentó recuperar en Destination X, pero no logró derrotarle. Luego luchó en Lockdown en el Team Angle (Kurt Angle, Kevin Nash, Scott Steiner y Booker T) contra el Team Jarrett (Jeff Jarrett, AJ Styles, Samoa Joe y Daniels) en el Lethal Lockdown match, ganando el Team Jarrett. Por último, se enfrentó a Styles en Sacrifice en un "I Quit" match por el Campeonato de Leyendas de la TNA, el cual ganó Styles.
En Victory Road ganó junto a Steiner el Campeonato Mundial en Parejas de la TNA al derrotar a Beer Money, Inc. (James Storm & Robert Roode). Lo retuvieron ante Team 3D en Hard Justice, emepzando un feudo con ellos que los llevaron a luchar en No Surrender en un Lethal Lockdown match entre Beer Money, Inc. y Team 3D contra Booker T & Steiner y The British Invasion (Brutus Magnus & Doug Williams), ganando los primeros. Por último, en Bound for Glory, iba a participar en un Full Metal Mayhem match por los Campeonatos Mundiales en Parejas de la TNA y los Campeonatos en Parejas de la IWGP de British Invasion, pero Booker T no pudo luchar por una lesión (Kayfabe), perdiendo el campeonato a favor de British Invasion. Luego, no quiso renovar su contrato de la TNA y se fue de la empresa por su descontento con la misma. En 2010 Booker T hizo una aparición de una noche para TNA.

### World Wrestling Entertainment / WWE (2011-presente)

#### 2011
El 30 de enero de 2011, Booker T regresó a la WWE para participar en el Royal Rumble, ingresando como el número 21, pero fue eliminado por Mason Ryan. El 4 de febrero en SmackDown debutó como comentarista, trabajando junto a Josh Mathews y Michael Cole, en sustitución de Matt Striker. También fue anunciado como entrenador para el reality show WWE Tough Enough, junto con "Stone Cold" Steve Austin, Trish Stratus y Bill DeMott. Booker T comentó su primer PPV de la WWE en Oakland, California, en WWE Elimination Chamber. Booker T fue el locutor en WrestleMania XXVII por un tiempo breve, ya que se le invitó a celebrar una fiesta con cervezas en el ring tras la victoria de Jerry "The King" Lawler sobre Michael Cole. Stone Cold Steve Austin le dio una lata de cerveza, seguido por un "Stone Cold Stunner". Luego en el RAW del 6 de junio tuvo un encuentro en Backstage con Jack Swagger luchando en ese mismo RAW contra él, ganando por cuenta fuera del ring para luego junto con Evan Bourne atacar a Swagger y celebrar en el ring la victoria.
El 21 de noviembre, durante la edición de RAW, Cody Rhodes derrotó a Santino Marella y después de la lucha, le tiró agua en la cara de Booker T porque Rhodes dijo que él lo estaba insultando en los comentarios. El 29 de noviembre, durante el especial de Navidad de SmackDown, Rhodes le dijo a Booker T que ya no ganará más campeonatos debido a su posición como comentarista de la marca, lo que provocó a Booker y para que se pactara una lucha en esa misma noche; cuando Booker T estaba en los bastidores fue atacado y como consecuencia, se tuvo que cancelar la lucha. El 9 de diciembre, en la edición de SmackDown, se anunció que Booker T se enfrentará a Rhodes en un combate por el Campeonato Intercontinental en el evento TLC: Tables, Ladders & Chairs, lucha donde fue derrotado. El 23 de diciembre distrajo a Cody Rhodes ocasionando que Zack Ryder le ganara la pelea. El 26 de diciembre en RAW, Booker se enfrentó nuevamente a Rhodes en un combate sin el título en juego, logrando ganar.

#### 2012-2013
El 6 de enero en 2012 en la edición de SmackDown, Booker se enfrentó nuevamente a Rhodes por el Campeonato Intercontinental, pero fue derrotado. Participó en la Royal Rumble entrando con el número 17, pero fue eliminado junto a The Great Khali por Cody Rhodes y Dolph Ziggler.
En la edición de RAW el 26 de marzo, Booker fue confirmado para aparecer en WrestleMania XXVIII en el equipo de Theodore Long, lucha la cual ganó el equipo de John Laurinaitis. Tras WrestleMania, siguió ejerciendo como comentarista, hasta que el 30 de julio en SmackDown (Emitido el 3 de agosto) fue nombrado General Manager de la marca. Booker sumaría rápidamente Eve Torres y Theodore Long, a su personal, como su asistente y asesor respectivamente. En la edición de RAW del 18 de marzo de 2013 fue introducido en el WWE Hall of Fame. El 19 de abril, Booker se empezaría a enojar con Long por pactar combates sin su consentimiento. Booker tomó tiempo libre por una lesión en el tríceps, y fue operado el 12 de junio. Luego volvió y fue despedido del cargo en la edición del 19 de julio de 2013 por Vince McMahon, siendo sustituido por Vickie Guerrero. Volvió en octubre para decidir quién era el árbitro del maint event de WWE Hell in a Cell. Sin embargo, perdió en la votación contra Shawn Michaels y Bob Backlund quedando como el menos votado. El 9 de diciembre en la gala de los Slammy Awards apareció como el presentador junto con Jerry Lawler.

#### 2014-presente
A la largo del 2014 ha aparecido comúnmente en la mesa de los analistas durante los PPVs. En enero del 2015, Booker reemplazó a Jerry Lawler como comentarísta de Raw. En el episodio del 30 de marzo en Raw, Booker junto con JBL y Michael Cole, fueron heridos por Brock Lesnar. En verano, fue reemplazado por Byron Saxton al convertirse en un entrenador de la sexta temporada de WWE Tough Enough.
El 30 de julio de 2016 por medio de su cuenta de Twitter, Booker T anunciaba su retiro definitivo de la lucha libre profesional. 
En el episodio número 900 de SmackDown (15 de noviembre) volvió a su viejo gimmick de "King Booker" en un segmento dando un discurso de motivación al equipo de Smackdown para Survivor Series y convenció Breezango (Tyler Breeze & Fandango) a unirse al equipo. Booker, actualmente es un miembro del jurado en la mesa de los analizadores en cada pay-per-view durante los Kick-Off. Durante la WWE SuperStars Shake-Up de 2017 en abril, reemplazo a David Otunga como el comentarista de RAW. El 28 de agosto de 2018 en SmackDown hizo una aparición especial como King Booker en un segmento junto a The New Day. 
El 11 de marzo de 2019 durante RAW, se anunció que Booker T sería introducido por segunda vez al WWE Hall of Fame junto a su hermano Stevie Ray como parte de Harlem Heat.
El 6 de octubre de 2022, WWE anunció que habían cambiado sus equipos de comentaristas y entrevistas, y Booker T se unió al equipo de comentaristas de NXT junto con Vic Joseph.
El 28 de enero de 2023 en Royal Rumble, fue uno de los participantes del Royal Rumble match entrando como el #21, pero cayó eliminado por Gunther. Esta resultó ser su última pelea en la lucha libre, ya que anunció en su podcast que había “terminado” con la lucha libre profesional debido a su edad.

## Vida personal
Huffman era el más joven de ocho niños, en South Park, condado de Houston. En ese momento Robert tenía 14 años y sus padres habían muerto. Su hermano Lane "Stevie Ray" Huffman se encargó de criarlo a él y a sus hermanos. En vez de practicar deporte en la secundaria, Huffman era un comandante del tambor.
Cuando tenía 22 años, durante 1987, consiguió la cicatriz en su hombro en un accidente en motocicleta.
Mientras trabajaba en un Wendy, lo arrestaron y fue condenado por el robo armado de varios restaurantes en la cadena y sirvió 19 meses en la prisión.
Booker es un excompetidor aficionado del boxeo. Él pudo demostrar algunas de sus habilidades del boxeo en un anuncio para 1-800-COLLECT. Booker también ha aparecido en los anuncios para las cenas de TV hambrientas del hombre de Swanson.
En 2000, Huffman apareció en la película listos para rodar de la WCW. Booker ha aparecido en un episodio de "charmed", llamado “lucha con los demonios” junto a Buff Bagwell y Scott Steiner.
En el año 2001, junto con varias otras superestrellas de la WWF, Booker compitió en un episodio de The Weakest Link, quedando en segundo lugar.
Lane Huffman y él han abierto una escuela de lucha en Houston, Texas.
Booker presentó a su entonces esposa, Levestia, en la edición de WCW Monday Nitro después de su triunfo por el Campeonato de la WCW en el evento denominado Bash at the Beach 2000. También la utilizaron en el futuro en la pelea entre Booker y Jeff Jarrett cuando Jarrett la golpeó en la cabeza con una guitarra. Sin embargo, se divorciaron el 8 de mayo del 2001.
Booker tiene un hijo de su primera unión, Brandon, con quien él tiene una relación filtrada debido a su tiempo pasado en el camino.
Huffman se casó por segunda vez con la princesa Sharmell Sullivan en febrero del 2005. Además, Robert planeaba retirarse a principios del 2005 debido a un horario incómodo que lo mantenía lejos de su vida con su esposa, entonces Sharmell se convirtió en su mánager en el año 2006 durante los combates que tenía. El 5 de agosto del 2010, tuvieron gemelos, un niño y una niña.
El 21 de abril de 2007, Huffman comenzó a recibir una demostración de radio dada derecho té Tiempo con rey Booker en KBME 790 en Houston.
A mediados de agosto, él y su esposa participaron de un episodio de Family Feud con Batista, Ric Flair, Candice Michelle, John Cena, Mr. Kennedy, Layla, María, Michelle McCool, y Jonathan Coachman.
Huffman tuvo un problema con Batista durante la grabación del comercial de SummerSlam del año 2006. Este hecho se reportó en la página de WWE.com cuando Batista se consideró que era mejor que todo el plantel de la WWE, en estado de ser el protagonista de los eventos centrales. Lo que provocó a Booker T y para que comenzara una pelea; durante ésta, los dos sangraron y tuvieron que ser detenidos por el resto de los luchadores que participaron del comercial. Después de este suceso, Huffman le dijo a Batista que cambiara ese tipo de actitudes.
El jueves 25 de julio de 2013 se celebró el día de Booker T en Houston.

## Campeonatos y logros
- Global Wrestling Federation

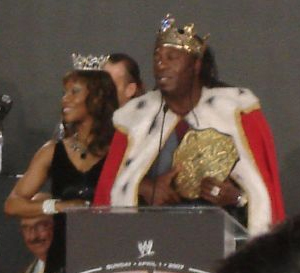
King Booker durante su reinado como Campeón Mundial Peso Pesado y como Rey del Ring, junto con su esposa Sharmell.

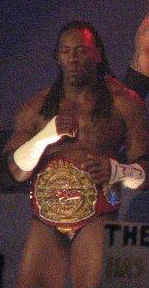
Booker T como Campeón de Leyendas de la TNA.

  - GWF Tag Team Championship (3 veces) - con Stevie Ray[71]

- Las Vegas Pro Wrestling
  - LVPW UWF Heavyweight Championship (1 vez)[12]

- Prairie Wrestling Alliance
  - PWA Heavyweight Championship (1 vez)[72]

- Total Nonstop Action Wrestling
  - TNA Legends Championship (1 vez)
  - TNA World Tag Team Championship (1 vez) - con Scott Steiner
  - TNA Year End Awards (2 veces)
    - Memorable Moment of the Year (2007)[73]
    - Who To Watch in 2008 (2007)[73]

- Southern Championship Wrestling Florida
  - SCW Florida Southern Heavyweight Championship (1 vez)

- World Championship Wrestling
  - WCW World Heavyweight Championship (5 veces)[74]
  - WCW United States Heavyweight Championship (1 vez)[75]
  - WCW World Television Championship (6 veces)[76]
  - WCW World Tag Team Championship (10 veces) - con Stevie Ray[77]
  - Triple Crown Championship (Noveno)

- World Wrestling Federation / Entertainment/WWE
  - World Heavyweight Championship (1 vez)[78]
  - WWE Intercontinental Championship (1 vez)[79]
  - WWE United States Championship (3 veces)[80]
  - WWF Hardcore Championship (2 veces)[81]
  - WWF/E World Tag Team Championship (3 veces) - con Test (1), Goldust (1) y Rob Van Dam (1)[82]
  - WCW Championship (1 vez)[74]
  - WCW World Tag Team Championship (1 vez) - con Test[77]
  - King of the Ring (2006)
  - Triple Crown Champion (decimosexto)
  - Grand Slam Championship (décimo)
  - WWE Hall of Fame (2013 y 2019)

- Pro Wrestling Illustrated
  - Equipo del año (1995) con Stevie Ray (Harlem Heat)[83]
  - Equipo del año (1996) con Stevie Ray (Harlem Heat)[84]
  - Luchador que más ha mejorado en 1998[85]
  - Luchador más inspirador en 2000[86]
  - PWI situado en el # 62 de los 100 mejores equipos de la historia del "PWI Years" con Stevie Ray en 2003.
  - PWI situado en el # 133 de los 500 mejores luchadores de la historia en el "PWI Years" de 2003[87]
  - PWI situado en el # 7 de los 500 mejores luchadores individuales PWI 500 en 1998.[88]
  - PWI situado en el # 60 de los 500 mejores luchadores individuales en el PWI 500 en 1999
  - PWI situado en el # 3 de los 500 mejores luchadores individuales en el PWI 500 en 2000
  - PWI situado en el # 5 de los 500 mejores luchadores individuales en el PWI 500 en 2001.[89]
  - PWI situado en el # 14 de los 500 mejores luchadores individuales en el PWI 500 en 2002.[90]
  - PWI situado en el # 7 de los 500 mejores luchadores individuales en el PWI 500 en 2003.
  - PWI situado en el # 24 de los 500 mejores luchadores individuales en el PWI 500 en 2004.[91]
  - PWI situado en el # 20 de los 500 mejores luchadores individuales en el PWI 500 de 2005.[92]
  - PWI situado en el # 19 de los 500 mejores luchadores individuales en el PWI 500 en 2006.[93]
  - PWI situado en el # 18 de los 500 mejores luchadores individuales en el PWI 500 en 2007
  - PWI situado en el # 34 de los 500 mejores luchadores individuales en el PWI 500 en 2008.[94]
  - Situado en el N.º 38 en los PWI 500 de 2009[95]

- Wrestling Observer Newsletter
  - Most Underrated Wrestler award in 2002

1Booker's fifth WCW World Heavyweight Championship reign occurred after the WWF's purchase of WCW and during the WCW Invasion Angle storyline.

²Booker's eleventh WCW World Tag Team Championship reign occurred after the WWF's purchase of WCW and during the WCW Invasion Angle storyline.